# Антоній (Марценко)
Анто́ній Марценко (24 березня 1887, Одеса — 1952, нині РФ) — український релігійний та освітній діяч. Ректор Волинської духовної семінарії в Речі Посполитій. Єпископ Польської Автокефальної Православної Церкви (ПАПЦ) — Кременецький, а згодом Люблінський вікарний єпископ (Польща); Української автономної православної церкви; РПЦ Московської патріархії. 
Жертва сталінського терору. 

## Життєпис
1923—1925 — ректор Волинської духовної семінарії (м. Кременець).
Згодом душпастирював у містах Почаїв, Камінь-Каширський (нині Волинської області), Гродно (нині Білорусь), під час Другої світової війни — у Херсоні. 
Від 1946 — у РРФСР (нині РФ), включений до єпископату РПЦ МП. Призначений на Орловську катедру, згодом єпископ Тульський та Білівський РПЦ. 
Проте 1952 звільнений з катедри через тиск МГБ. 
За сфабриковною справою ув'язнений. Вбитий у тюрмі ГУЛАГ СРСР.